# Freie-Partie-Weltmeisterschaft 1949

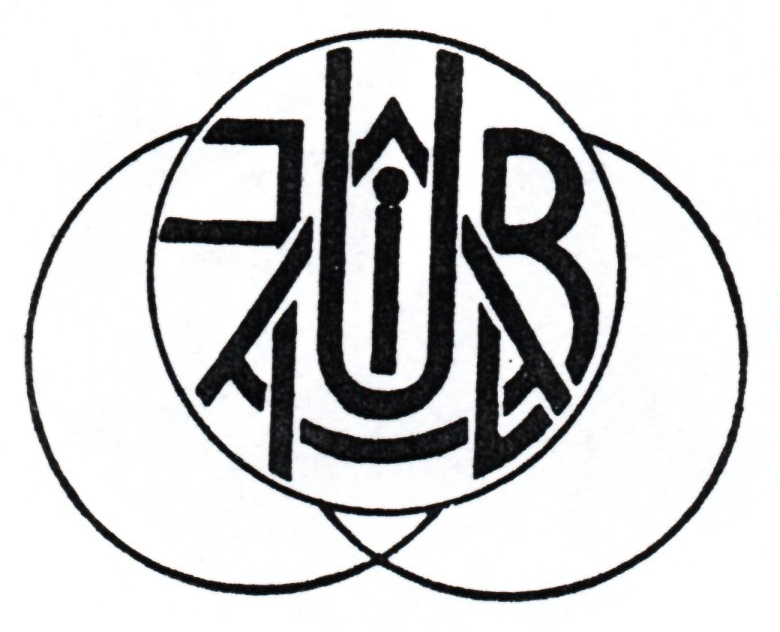
Logo UIFAB (ausrichtender Verband)

Veranstaltungsort: Madrid

Die Freie-Partie-Weltmeisterschaft 1949 war die 13. UIFAB-Weltmeisterschaft in der Freien Partie. Das Turnier fand vom 26. bis zum 29. Mai in Madrid in Spanien statt. Es war die zweite Freie-Partie-Weltmeisterschaft in Spanien.

## Geschichte
Bei der ersten Weltmeisterschaft nach dem Zweiten Weltkrieg wurde in der Freie Partie erstmals mit dem größeren Eckabstrich gespielt was das Spiel ein wenig schwieriger machte. Da die allgemeine Spielstärke sich aber auch verbessert hatte, waren die Auswirkungen nicht so groß. Sieger wurde der Belgier Clément van Hassel. Sein Generaldurchschnitt (GD) von 62,60 wird damit auch als neuer Weltrekord gewertet. Das Gleiche galt auch für die anderen Bestleistungen. Zweiter wurde, wie bei seinen zwei vorherigen Teilnahmen, der Spanier Joaquín Domingo. Der niederländische Cadre-Spezialist Piet van de Pol sicherte den dritten Platz. Titelverteidiger Alfredo Ferraz belegte, durch eine Krankheit geschwächt, nur den letzten Platz des Turniers. Die Weltmeisterschaft wurde durch enormes Zuschauerinteresse geprägt. Bei großem Andrang waren zu wenig Plätze im Turniersaal vorhanden.

## Turniermodus
Es wurde mit acht Teilnehmern Round Robin Modus gespielt. Bei Punktegleichstand wird in folgender Reihenfolge gewertet:
1. MP = Matchpunkte
2. GD = Generaldurchschnitt
3. HS = Höchstserie

## Abschlusstabelle
| MP    | Match Points (Sieger = 2; Unentschieden = 1; Verlierer = 0) |
| Pkte. | Erzielte Karambolagen                                       |
| Aufn. | Benötigte Versuche                                          |
| GD    | Generaldurchschnitt                                         |
| BED   | Bester Einzeldurchschnitt eines Spielers                    |
| HS    | Höchstserie                                                 |
|       | Bester GD des Turniers                                      |
|       | Bester ED des Turniers                                      |
|       | Beste HS des Turniers                                       |
|       | 1. Platz (Gold)                                             |
|       | 2. Platz (Silber)                                           |
|       | 3. Platz (Bronze)                                           |

| Platz                      | Name               | MP   | Pkte. | Aufn. | GD    | BED    | HS  |
| -------------------------- | ------------------ | ---- | ----- | ----- | ----- | ------ | --- |
| 1                          | Clément van Hassel | 12:2 | 3005  | 48    | 62,60 | 250,00 | 428 |
| 2                          | Joaquin Domingo    | 10:4 | 2840  | 76    | 37,36 | 166,66 | 497 |
| 3                          | Piet van de Pol    | 8:6  | 2898  | 78    | 37,15 | 83,33  | 327 |
| 4                          | Rafael Garcia      | 8:6  | 2248  | 70    | 32,11 | 100,00 | 499 |
| 5                          | Ernst Reicher      | 8:6  | 2524  | 96    | 26,29 | 41,66  | 240 |
| 6                          | Jean Galmiche      | 6:8  | 2389  | 90    | 26,54 | 71,42  | 249 |
| 7                          | Klaus Nussberger   | 4:10 | 1594  | 113   | 14,10 | 20,00  | 155 |
| 8                          | Alfredo Ferraz     | 0:14 | 1246  | 110   | 11,32 | –      | 131 |
| Turnierdurchschnitt: 27,53 |                    |      |       |       |       |        |     |